# Silvano Baresi (politico)
Silvano Baresi (Grado, 25 marzo 1914 – 3 maggio 1991) è stato un politico italiano.

## Biografia
Avvocato, esponente della Democrazia Cristiana. Viene eletto alla Camera dei Deputati nella I legislatura alle elezioni del 18 aprile 1948. Ricopre anche il ruolo di sottosegretario alla Difesa nel Governo De Gasperi VII dal 1951 al 1953. In tale anno conferma il proprio seggio alla Camera, rimanendo in carica fino al 1958.
Muore all'età di 77 anni nel maggio del 1991.